# 中一信託大樓
中一信託大樓是上海市的一座歷史建築，位於黄浦區北京东路270號。該建築完工於1924年，為上海市第四批優秀歷史建築。該建築曾經是中一信託股份有限公司辦公大樓，外觀是新古典主義風格。